# Chiltern Hundreds
A Steward and Bailiff of the Three Hundreds of Chiltern (magyarul, Chiltern három hundredjének helytartója és törvényszolgája) koronahivatal egy könnyed hivatal, az idevaló kinevezés a brit alsóházi képviselők lemondását teszi lehetővé.
A hundred egy hagyományos felosztása az angol megyéknek, Stoke, Desborough, és Burnham Buckinghamshire-ben vannak. Ez a három hundred a dombos, erdős Chiltern Hillsben helyezkedik el, mely hírhedt rejtekhelye volt a rablóknak.
A három hundred már legalább a 13. század óta a korona tulajdona volt és egy koronahelytartót és  bailiffet neveztek ki a terület rendjének és jogának fenntartására. Ahogy a terület civilizáltabb lett, a pozícióval járó kötelességekre a 16. századtól nem volt szükség, és a 17. századtól kezdve nem járt semmilyen juttatással.
A Crown Steward and Bailiff of the Chiltern Hundreds pozíciót ma procedurális eszköznék használják, hogy lehetővé tegyék egy brit parlamenti képviselő lemondását, hiszen a brit képviselők nem mondhatnak le egyszerűen a székükről. Ez a jogi anomália az alsóház 1623. március 2-ai határozatából ered, melyet egy olyan korszakban fogadtak el amikor a képviselőket gyakran akaratuk ellenére választották meg.
Lemondási eszközként a szerepet felváltva használják a Crown Steward and Bailiff of the Manor of Northstead pozícióval. Az Act of Settlement alapján fel kell adnia székét annak a képviselőnek aki elfogad egy bevétellel járó hivatalt a koronától. A képviselő a pénzügyminiszter irodájához fordul, aki rendszerint kiállít egy végzést melyben kinevezi az immár exképviselőt. A pénzügyminiszter elméletben megtagadhat egy jelentkezést, azonban az utolsó ilyen eset 1842-ben esett meg Vicomte Chelsea-vel.  A kinevezett addig viseli a hivatalt amíg másik képviselőt ki nem helyeznek a helyébe, vagy amíg kéri a felmentését.
A pozíció jelenleg betöltetlen. Az utolsó Crown Steward and Bailiff David Davis volt, azonban őt a pénzügyminiszter rögtön a kinevezése után felmentette a pozícióból, hogy elindulhasson a lemondása miatti időközi választáson - nem tölthette volna be újra a székét amíg a hivatalt viselte (feltéve, hogy megnyerte a választást). Az utolsó előtti betöltője a hivatalnak Tony Blair volt, 2007 júniusában.

## Fordítás
- Ez a szócikk részben vagy egészben  a   Chiltern Hundreds című angol Wikipédia-szócikk ezen változatának fordításán alapul.  Az eredeti cikk szerkesztőit annak laptörténete sorolja fel. Ez a jelzés csupán a megfogalmazás eredetét és a szerzői jogokat jelzi, nem szolgál a cikkben szereplő információk forrásmegjelöléseként.